# عبد الله إبراهيم (ملحن)
عبد الله إبراهيم (بالإنجليزية: Abdullah Ibrahim)‏ هو عازف جاز وملحن وعازف بيانو جنوب أفريقي، ولد في 9 أكتوبر 1934 في كيب تاون في جنوب أفريقيا.

## وصلات خارجية
- الموقع الرسمي
- عبدالله إبراهيم على موقع IMDb (الإنجليزية)
- عبدالله إبراهيم على موقع ألو سيني (الفرنسية)
- عبدالله إبراهيم على موقع ميوزك برينز (الإنجليزية)
- عبدالله إبراهيم على موقع أول موفي (الإنجليزية)
- عبدالله إبراهيم على موقع أول موفي (الإنجليزية)
- عبدالله إبراهيم على موقع قاعدة بيانات الأفلام السويدية (السويدية)
- عبدالله إبراهيم على موقع أول ميوزيك (الإنجليزية)
- عبدالله إبراهيم على موقع أول ميوزيك (الإنجليزية)
- عبدالله إبراهيم على موقع ديسكوغز (الإنجليزية)
- عبدالله إبراهيم على موقع ديسكوغز (الإنجليزية)